# Listă de orașe din statul Tennessee
Listă alfabetică a orașelor din statul Tennessee, SUA
| - Adamsville - Afton - Alamo - Alcoa - Ashland - Ashland City - Athens - Baxter - Bean Station - Belcamp - Big Sandy - Bolivar - Brentwood - Bristol - Brownsville - Camden - Caryville - Centerville - Chapel Hill - Charleston - Chattanooga - Church Hill - Clarksburg - Clarksville - Cleveland - Clevland - Clinton - College Grove - Collegedale - Collierville - Columbia - Cookeville - Cookville - Copperhill - Corinth - Counce - Covington - Crossville - Dandridge - Dayton - Decatur - Doyle - Dresden - Dyer - Dyersburg - Elizabethton - Erwin - Etowah - Fairfield - Farragut - Fayetteville - Franklin - Gainesboro - Gallatin | - Gatlinburg - Germantown - Gleason - Goodlettsville - Gordonsville - Greeneville - Greenland - Greenville - Guild - Halls - Harriman - Henderson - Hendersonville - Hixson - Holston - Humboldt - Iron City - Jackson - Jasper - Jefferson City - Jonesboro - Kenton - Kingsport - Kingston - Knoxville - La Follette - La Vergne - Lafayette - Lawrenceburg - Lebanon - Lenoir City - Lewisburg - Lexington - Linden - Livingston - Loudon - Louisville - Lowland - Lutts - Lynchburg - Madison - Martin - Maryville - McKenzie - McMinnville - Memphis - Merryville - Middleton - Midway - Milan - Millington - Mineral Wells - Monterey - Morgantown | - Morrison - Morristown - Moss - Mountain City - Mountain Home - Mt Pleasant - Murfreesboro - Nashville - New Johnsonville - New Tazewell - Newbern - Newport - Oak Ridge - Oliver Springs - Old Hickory - Oneida - Paris - Pikeville - Portland - Pulaski - Ripley - Rockwood - Russellville - Selmer - Sevierville - Sewanee - Shelbyville - Smartt - Smyrna - Sneedville - Soddy City - Soddy-Daisy - South Johnson City - South Pittsburg - Sparta - Spring City - Springfield - Springville - Surgoinsville - Tazewell - Tiptonville - Troy - Tullahoma - Union City - Vonore - Watertown - Waverly - Waynesboro - White Bluff - Whitlock - Winchester - Woodstock |